# キンレイ
株式会社キンレイ（Kinrei Corporation）は京都府京都市伏見区南浜町に本社を置く、冷凍食品の製造・販売を行う、大手日本酒メーカー・月桂冠株式会社の子会社である。
主に人気商品の「鍋焼うどん」をはじめとするスーパーマーケットやコンビニエンスストア向け冷凍調理麺の製造・販売を手がけている
現在のキンレイは法人として3代目に当たる。本項目では前身である1974年から1991年3月までの近畿冷熱と1991年4月から1998年3月までの初代、1998年4月から2014年3月までの2代目（旧・近畿海運/現・KRフードサービス）、および2014年4月に分割新設された3代目（現行会社）について述べる。

## 歴史
元々は大阪ガス系列の「近畿冷熱」（1974年創設）の元で運営され、海外から液体で輸入された天然ガスを気化する時に生じるマイナス162度の冷熱を有効活用する目的として、1975年に冷凍食品の製造を開始する。1977年に兵庫県西宮市甲子園に外食店第1号を出店したのに続き、1983年には東日本地区の販路確保のため東京事務所を開設した。1991年（平成3年）に近畿冷熱から分社・独立し、1993年（平成5年）の「かごの屋」第1号・宝塚店開店を皮切りに外食産業にも本格的に進出するようになった。
一時はロイヤル株式会社（現・ロイヤルホールディングス株式会社）との合弁会社「オージー・ロイヤル株式会社」、出資比率は各50%）で関西地区のロイヤルホストを運営していたが、2004年（平成16年）3月までに提携関係は解消された。
2005年（平成17年）に大阪ガスの経営見直しに伴い、キャス・キャピタル・ホールディングス･ワン株式会社の公開買付けによる全株式の譲渡・売却が成立。
2012年（平成24年）4月にはオリックスが全株式を取得し、同社の子会社となった。
2014年（平成26年）4月1日付けで食品事業会社と外食事業会社に分割し、新設する食品事業会社の全株式を月桂冠株式会社へ譲渡。並びに外食事業会社の社名を「キンレイ」から「KRフードサービス」へ変更した（事業はオリックスが継続後、2015年6月にクリエイト・レストランツ・ホールディングスへ譲渡）。

## 沿革
- 1974年（昭和49年） 近畿冷熱株式会社設立。
- 1975年（昭和50年） 冷凍食品の製造販売開始。
- 1977年（昭和52年） 兵庫県西宮市に外食店舗（甲子園店）を出店。
- 1978年（昭和55年） コンビニエンスストア向け冷凍調理麺「キンレイ鍋焼うどん」発売。
- 1991年（平成3年） （初代）株式会社キンレイ設立。
- 1993年（平成5年） かごの屋1号店（宝塚店、兵庫県宝塚市）オープン。
- 1995年（平成7年） 売上高100億円突破。
- 1998年（平成10年） 株式の額面金額の変更を目的として、休眠会社の近畿海運に吸収合併。（2代目）株式会社キンレイに商号変更する。
- 2000年（平成12年）9月 - JASDAQ市場に株式上場。
- 2005年（平成17年） キャス・キャピタル・ホールディングス･ワン株式会社の公開買付けで同社傘下に入る[5]。上場廃止。
- 2012年（平成24年）4月 オリックスが全株式を取得し、同社の子会社となる[6]。
- 2014年（平成26年）4月1日 食品事業と外食事業に企業分割し、食品事業を継承した（3代目）株式会社キンレイを設立。同時にわずか2年でオリックスグループより撤退し月桂冠の子会社となる[8]。
- 2014年（平成26年）7月1日 本社を京都府京都市伏見区南浜町（月桂冠株式会社本社内）に移転。
- 2014年（平成26年）8月 創業40周年を節目に新ブランド「なべやき屋キンレイ」を立ち上げる。文化啓発活動として、学生落語家と協力し、日本の伝統文化を継承している「和食“うどん”」×「伝統芸能“落語”」の魅力を多くの方に伝達していく「キンレイ心染（しんせん）プロジェクト」も同時に発足。2021年現在で大学落研15団体・総勢30名（2021年8月時点）が同プロジェクトに参加。高円寺演芸まつり・関東落研連合主催のイベント（「落研の夏フェス2020」[10]「落研グランプリ」[11]）などに協力している。

## 事業所
本社
京都府京都市伏見区南浜町247 月桂冠株式会社本社内
東京本部
東京都港区新橋6丁目14-3 御成門PREXビル2階
大阪営業所
大阪府大阪市中央区淡路町3-2-10 ステラ淀屋橋7階
筑波工場
茨城県稲敷郡阿見町大字香澄の里13-5
大阪工場
大阪府岸和田市岸之浦町12-1
亀山工場
三重県亀山市白木町字西大谷1672-3

## 商品

### うどん類
- だしがしみるわぁ～鍋焼うどん
- お水がいらない 鍋焼うどん
- お水がいらない 京風だしのおうどん
- お水がいらない 味噌煮込みうどん
- お水がいらない チゲうどん
- お水がいらない あんかけうどん

### ラーメン・つけ麺類
- お水がいらない ラーメン横綱
- お水がいらない 横浜家系ラーメン
- お水がいらない 札幌味噌ラーメン
- お水がいらない 四海樓ちゃんぽん
- お水がいらない 喜多方ラーメン坂内
- お水がいらない 塩元帥ラーメン
- お水がいらない カドヤ食堂中華そば
- お水がいらない 天下一品
- 豚骨魚介つけ麺
- 麺屋はなび台湾まぜそば
- ソース焼そば
- うま塩焼そば

## CM
テレビ・ラジオにおけるCMは近畿広域圏と関東広域圏の民放キー局で放送されている。なお、1980年代後期から1990年代前期までは千葉テレビ放送で流れていたこともある。

### 出演者
- 福田沙紀 - 鍋焼うどん

過去
- 柳沢慎吾 - 鍋焼うどん（1984年 - 1985年）
- 佐藤忠志（東進スクール講師、「金ぴか先生」の愛称で親しまれた）- ちゃんぽん（キクラゲを英語に訳せず困惑するCMで有名）
- 本上まなみ - 鍋焼うどん（1994年 - 1996年）
- 留美 - 鍋焼うどん

## スポンサー番組
- プロバスケ! bjリーグtv（BSフジ）
- 東海ラジオ ガッツナイター（東海ラジオ 2008年 - 、木曜日スポンサー）
- ノイミーステーション（ABCラジオ 2022年9月6日 - 27日、2023年3月7日 - 28日）
- SKE48 1+1は2じゃないよ!（東海ラジオ 2022年10月、2023年3月 - 4月）
- NMB48しんしんとゆずのガールズ☆ト〜ク（ラジオ関西 2023年4月 - ）